# Schoepfia chinensis
Schoepfia chinensis är en tvåhjärtbladig växtart som beskrevs av Gardner & Champ.. Schoepfia chinensis ingår i släktet Schoepfia och familjen Schoepfiaceae. Inga underarter finns listade i Catalogue of Life.